# Demonax jeanvoinei
Demonax jeanvoinei är en skalbaggsart som beskrevs av Maurice Pic 1927. Demonax jeanvoinei ingår i släktet Demonax och familjen långhorningar. Inga underarter finns listade i Catalogue of Life.